# Масленица (празник)
Масленица (рус. Масленица, Масляница; укр. Масниця; блр. Масленiца, Масленка) је верски и традициони празник Источних Словена. Слави се у седмој недељи пре православног Ускрса. Масленица има своје корене у паганској и хришћанској традицији. У словенској митологији, Масленица је прослава скорог краја зиме и слична је покладама код Срба. 
С хришћанског гледишта, Масленица је недељу пре почетка Великог поста.
Током недеље Масленице, месо је већ забрањено православним хришћанима. Дозвољен је бели мрс — млеко, сир и други млечни производи, па је по маслацу — Масленица и добила име. Главно јело за време Масленице су палачинке (рус. блины). У Украјини се за Масленицу једу вареники (врста кнедли, пуњено тесто).
Током православног поста, забрањени су за јело: месо, млечни производи и јаја. Надаље, пост такође искључује забаве, световну музику, плес и друге сметње духовном животу. Масленица представља последњу прилику, да се конзумирају млечни производи (до Ускрса) и да се учествује у друштвеним догађањима и забавама, које неће бити прикладне за време поста, када се више води молитвени, трезни и духовни живот.

## Галерија
- Плес. Руски фолклор
- Спаљивање лутке
- Руски фолклор